# Sternstunden (Verein)
Sternstunden e. V. ist ein 1993 von Thomas Jansing gegründeter Förderverein mit Anerkennung der Gemeinnützigkeit. Der Verein unterstützt Projekte und Einrichtungen, welche sich um kranke, behinderte und in Not geratene Kinder kümmern. Der Schwerpunkt liegt hier bei Kinderhilfsprojekten in Bayern und Deutschland. Über andere karitative Organisationen werden aber auch weltweit Projekte unterstützt. Seit der Gründung konnten über 300 Millionen Euro an Spendengeldern gesammelt werden.

## Auswahl durchgeführter Projekte

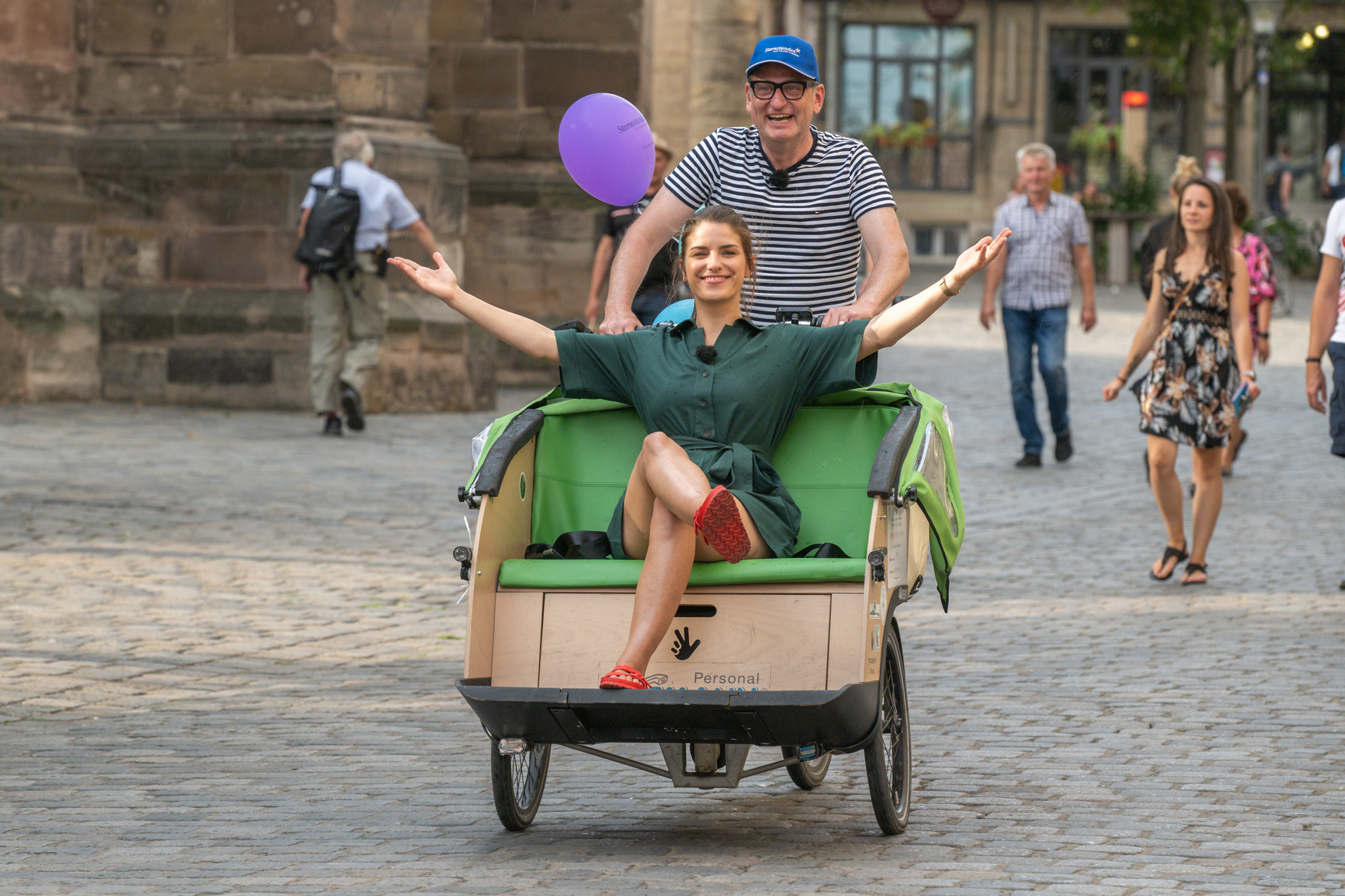
Das Moderatorenduo Sandra Rieß und Volker Heißmann bei einer Spendenaktion in Nürnberg (2022)

Im Laufe des Bestehens des Vereins wurden tausende Hilfsprojekte unterstützt. Teilweise werden die Projekte von prominenten Paten begleitet.
- Betreuung und Unterbringung von Flüchtlingsfamilien und Alleinerziehenden mit besonderem Bedarf in München. Pate: Manuel Neuer (2016)
- Medizinische Versorgung für verlassene Kinder in Nairobi/Kenia. Patin: Sandra Maischberger (2016)
- Psychosoziale Begleitung und Versorgung von minderjährigen Binnenflüchtlingen in Odessa/Ukraine. Pate: Elmar Wepper (2016)
- Neubau eines Schülerinternats für Kinder und Jugendliche mit Körperbehinderung in Coburg. Pate: Konstantin Wecker (2015)
- Familienzentrierte Strukturanpassung der Neugeborenen- und Kinderintensivstation in Passau. Patin: Claudia Koreck (2015)
- Wunscherfüllung für kranke Kinder in Bayern. Pate: Andreas Gabalier (2014)
- Malisa Home – Programme für Mädchen, die Opfer von sexuellem Missbrauch und Zwangsprostitution sind in Mindanao/Philippinen. Patin: Maria Furtwängler (2014)

## Sternstunden-Tag

### Beschreibung

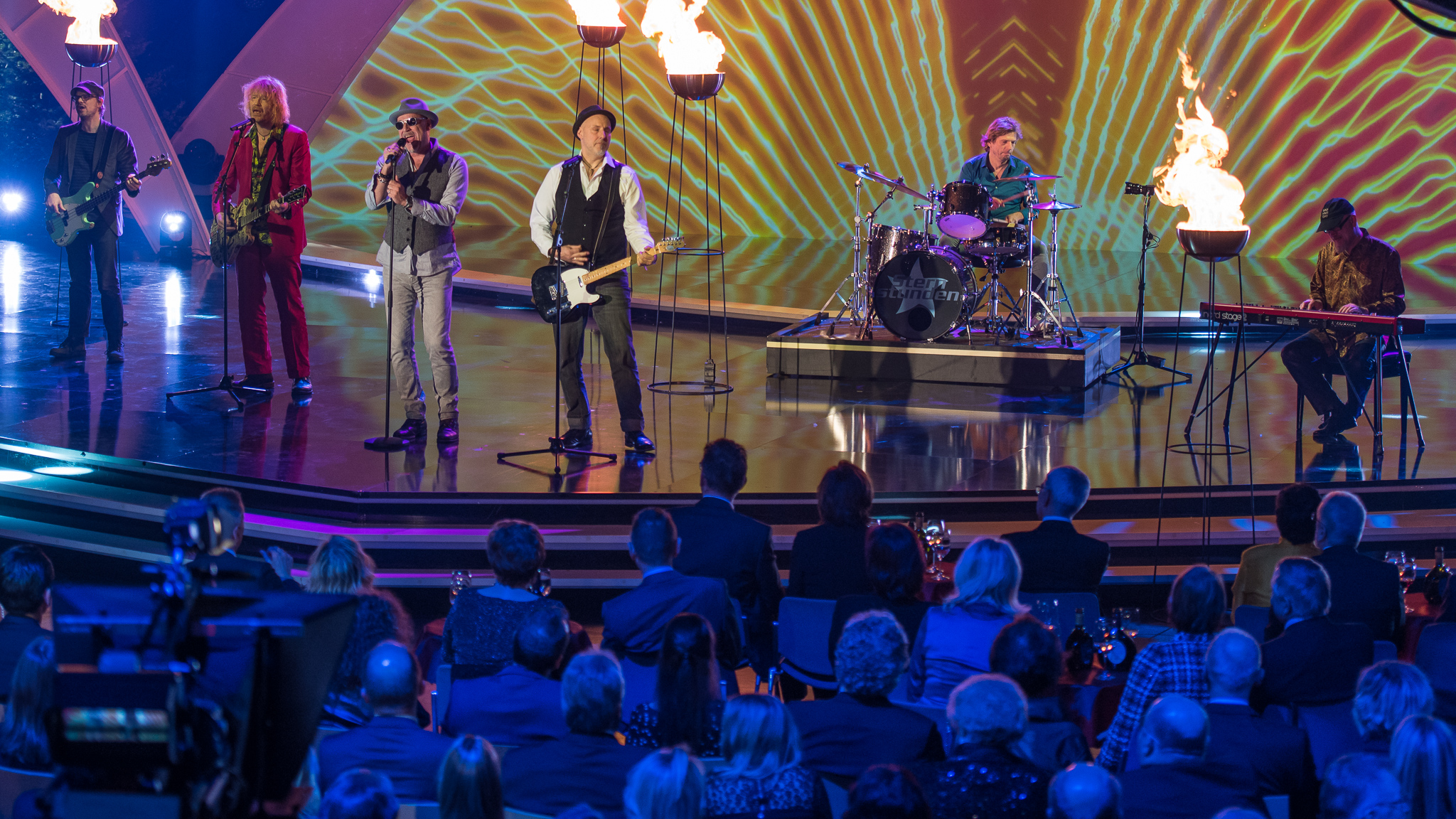
Fury in the Slaughterhouse bei der Sternstunden-Gala 2017

Der Sternstunden-Tag jeweils im Dezember eines Jahres bildet den alljährlichen Höhepunkt für Sternstunden. An diesem Tag werden in Callcentern in München und in Nürnberg ab 6 Uhr morgens mit prominenter Unterstützung am Telefon Spenden gesammelt. Dies wird medial umfangreich vom Bayerischen Rundfunk sowohl im Radio als auch im Fernsehen begleitet. Den Abschluss findet der Tag dann mit der Live-Übertragung der Sternstunden-Gala, seit 2004 aus der Frankenhalle in Nürnberg. In dieser Gala werden ausgewählte Projekte von Sternstunden umrahmt von Auftritten verschiedener Künstler (2017 z. B. Fury in the Slaughterhouse) über 150 Minuten präsentiert. Am Ende der Übertragung wird die Gesamtsumme der Spenden, welche am Sternstunden-Tag zusammengekommen ist, präsentiert.

### Moderatoren Sternstunden-Gala
- 1993–1996: Renate Herzberg und Christoph Deumling
- 1997: Sabine Sauer und Max Schautzer
- 1998–2003: Sabine Sauer und Christoph Deumling
- 2004–2009: Sabine Sauer und Gerd Rubenbauer
- 2010–2012: Sabine Sauer
- 2013–2015: Sabine Sauer und Michael Altinger
- 2016–2020: Sabine Sauer und Volker Heißmann
- seit 2021: Sandra Rieß und Volker Heißmann

### Spendensummen 1993 und ab 2011

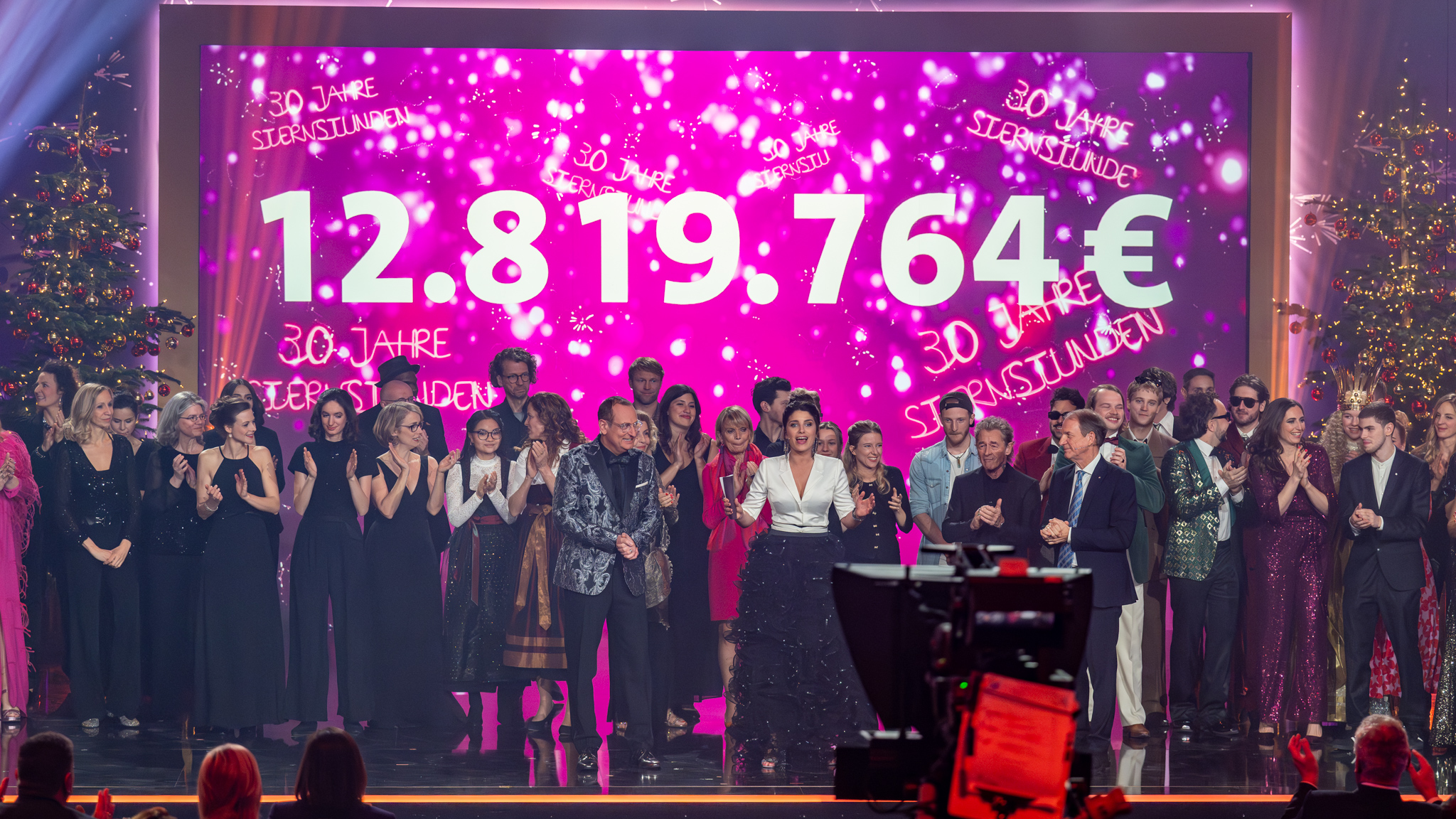
Bekanntgabe der Spendensumme zum Ende der Gala 2023

| 1993 | 7 Mio. DM    |
| 2011 | 5,73 Mio. €  |
| 2012 | 5,96 Mio. €  |
| 2013 | 5,6 Mio. €   |
| 2014 | 6,32 Mio. €  |
| 2015 | 6,32 Mio. €  |
| 2016 | 6,53 Mio. €  |
| 2017 | 7,77 Mio. €  |
| 2018 | 9,28 Mio. €  |
| 2019 | 8,50 Mio. €  |
| 2020 | 11,91 Mio. € |
| 2021 | 11,58 Mio. € |
| 2022 | 11,65 Mio. € |
| 2023 | 12,85 Mio. € |
| 2024 | 13,69 Mio. € |